# Nathalie Muylle

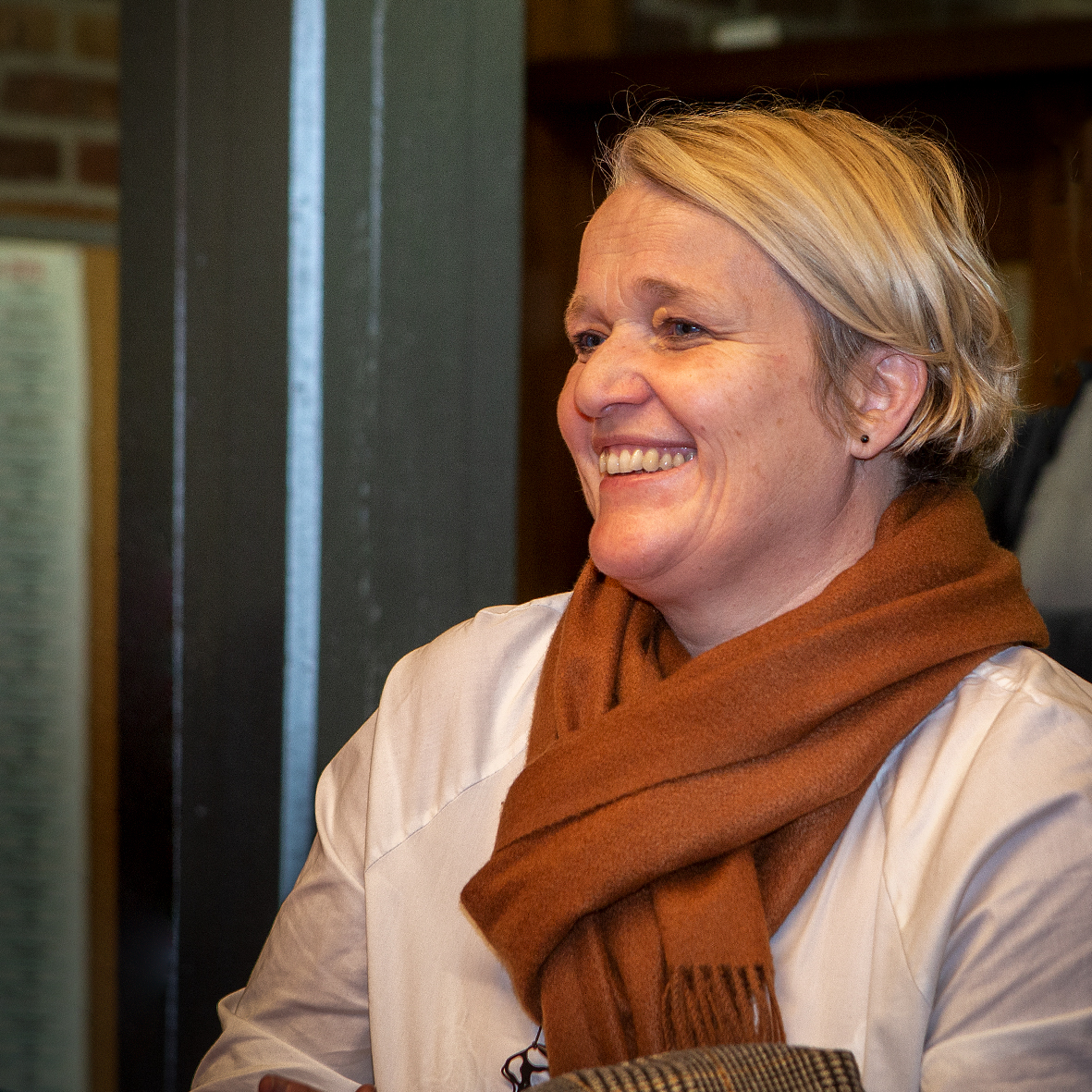
Nathalie Muylle (2019)

Nathalie Muylle (* 8. Februar 1969 in Roeselare) ist eine belgische Politikerin der Partei Christen-Democratisch en Vlaams (CD&V) und seit 2004 Mitglied der Belgischen Abgeordnetenkammer.
Vom 3 Oktober 2019 bis zum 1. Oktober 2020 war sie belgische Ministerin für Beschäftigung, Wirtschaft und Verbraucherschutz. Sie löste zunächst noch in der Regierung Michel II Wouter Beke ab, der in die flämische Regionalregierung eintrat, und blieb dann Ministerin in der geschäftsführenden Regierung Wilmès I und seit dem 19. März in der Krisenregierung Wilmès II, die am 1. Oktober 2020 durch die Regierung De Croo abgelöst wurde, in der sie nicht mehr Ministerin wurde.

## Leben
Muylle besuchte das Bisschoppelijk Lyceum der Grauwe Zusters in ihrer Heimatstadt und studierte anschließend Politikwissenschaften an der Katholieke Universiteit Leuven. Sie spezialisierte sich auf Internationale Beziehungen und schloss ihr Studium 1991 mit dem Lizenziat ab. Im selben Jahr erhielt sie eine Anstellung bei der belgischen Supermarktkette GB und war dort bis 2001 tätig. Anschließend arbeitete sie bis 2004 für die KBC Versicherungen.
Darüber hinaus engagierte sich Muylle politisch in ihrer Heimatgemeinde Roeselare, wo sie von 2000 bis 2004 Vorsitzende des Ortsverbandes der CD&V war. Sie ist seit 2004 Mitglied des CD&V-Vorstandes, sowohl auf Ortsebene, als auch auf regionaler- und Provinzebene. Zudem ist sie seit 2006 Fraktionsvorsitzende im Gemeinderat von Roeselare. Bei den Parlamentswahlen 2003 kandidierte Muylle für die belgische Abgeordnetenkammer und zog 2004 als Nachfolgerin von Yves Leterme, der das Amt des flämischen Ministerpräsidenten antrat, in die Abgeordnetenkammer ein. Bei den Parlamentswahlen 2007 wurde sie im Amt bestätigt.
Muylle ist verheiratet und Mutter einer Tochter und eines Sohnes.